# Adrián González (Fußballspieler, 1976)
Adrián Hernán González (* 20. November 1976 in Avellaneda) ist ein ehemaliger argentinischer Fußballspieler, der fast ausschließlich in Argentinien spielte.

## Karriere
González begann seine Profi-Karriere 1995 beim Club El Porvenir. Von 1998 bis 2001 stand er beim Verein CA San Lorenzo unter Vertrag. Seine nächste Station war für drei Jahre der Club Unión de Santa Fe. Danach bekam er einen 5-Jahres-Vertrag beim CA San Lorenzo.
2009 unterschrieb er zum ersten und bisher einzigen Mal einen Vertrag im Ausland, und zwar bei dem brasilianischen Verein FC São Paulo. 2010 kehrte er wieder nach Argentinien zurück und spielte zunächst beim Verein Arsenal de Sarandí, mit denen er 2012 die Primera División gewann, und zum Abschluss seiner Karriere 2013 beim Verein CA Platense.

## Erfolge
Arsenal FC
- Argentinischer Meister: 2012